# Helotials
Els helotials (Helotiales) són és un ordre de fongs ascomicots de la classe dels leotiomicets (Leotiomycetes). Inclou els bolets copa del gènere Chlorociboria. Alguns son greus plagues per a l'agricultura.

## Característiques
Els helotials es distingeix pels seus apotecis en forma de disc o copa. Els seus ascs només estan lleugerament engruixits en contrast amb altres Leotiomycetes.

## Història natural
La majoria de les espècies viuen com a sapròfits sobre humus del sòl, troncs morts, fems i altra matèria orgànica.
L'ordre inclou la majoria dels fongs que participen en micorrizes ericoides, incloent-hi Rhizoscyphus ericae, espècies de Meliniomyces i Cairneyella variabilis.
L'ordre conté alguns dels patògens vegetals més greus com ara Monilinia fructicola (podridura marró de les fruites de pinyol), Sclerotinia sclerotiorum (malalties de l'enciam i altres), Diplocarpon rosae (taca negra de les roses), Sclerotium cepivorum (podridura tova de les cebes) i Botrytis cinerea (malura de diverses plantes).

## Taxonomia
L'ordre dels helotials inclou 41 famílies:
- Família Amorphothecaceae
- Família Arachnopezizaceae
- Família Ascocorticiaceae
- Família Ascodichaenaceae
- Família Bryoglossaceae
- Família Calloriaceae
- Família Cenangiaceae
- Família Chlorociboriaceae
- Família Chlorospleniaceae
- Família Chrysodiscaceae
- Família Cordieritidaceae
- Família Cyttariaceae
- Família Dermateaceae
- Família Discinellaceae
- Família Drepanopezizaceae
- Família Erysiphaceae
- Família Gelatinodiscaceae
- Família Godroniaceae
- Família Hamatocanthoscyphaceae
- Família Helotiaceae
- Família Heterosphaeriaceae
- Família Hyaloscyphaceae
- Família Hyphodiscaceae
- Família Lachnaceae
- Família Leptodontidiaceae
- Família Medeolariaceae
- Família Mitrulaceae
- Família Mollisiaceae
- Família Myxotrichaceae
- Família Neodictyocheirosporaceae
- Família Neolauriomycetaceae
- Família Patellariopsidaceae
- Família Pezizellaceae
- Família Pleuroascaceae
- Família Pyrenopezizaceae
- Família Rutstroemiaceae
- Família Sclerotiniaceae
- Família Solenopeziaceae
- Família Tricladiaceae
- Família Vandijckellaceae
- Família Vibrisseaceae